# دانا مالون
دانا مالون (بالإنجليزية: Dana Malone)‏ هو محامي وسياسي أمريكي، ولد في 8 أكتوبر 1857 في الولايات المتحدة، وتوفي في 14 أغسطس 1917 في غرينفيلد في الولايات المتحدة. حزبياً، نشط في الحزب الجمهوري.